# روي نتو
روي نتو هو لاعب كرة قدم برازيلي في مركز الوسط، ولد في 2 فبراير 1980 في ريو دي جانيرو في البرازيل. لعب مع النادي الأهلي وباوليستا ونادي أمريكا ونادي بانغو أتلتيكو ونادي سانتا كلارا ونادي فريبورغنزيه الرياضي ونادي فلامنغو.

## وصلات خارجية
- روي نتو على موقع قاعدة بيانات كرة القدم.إي يو (الإنجليزية)
- روي نتو على موقع Soccerway.com (الإنجليزية)